# Turchetto da Lodi
Turchetto da Lodi (Lodi o Treviso, ante 1474 – Agnadello, 14 maggio 1509) è stato un condottiero italiano.

## Biografia
Nacque a Lodi o a Treviso attorno alla metà del XV secolo.
Nel 1474 prestò servizio quale uomo d'arme a Bologna sotto la signoria dei Bentivoglio.
Il 21 agosto 1482 combatté nella battaglia di Campomorto al soldo del Regno di Napoli ma fu catturato dalle truppe pontificie.
Nel 1487 assaltò Sarzana per conto della Repubblica di Firenze. La cittadina subì un pesante bombardamento d'artiglieria in seguito al quale il Turchetto prese possesso dei borghi. Il 22 giugno la città si arrese ai fiorentini.
Nel 1508, passato al soldo della Repubblica di Venezia seguì l'esercito del capitano generale Bartolomeo d'Alviano nella sua campagna nel Cadore per contrastare l'invasione da parte delle truppe imperiali. 
Il 2 marzo partecipò alla vittoriosa battaglia di Cadore combattendo in prima linea tra i fanti del corpo centrale dell'esercito veneziano insieme al generale Bartolomeo d'Alviano e ai condottieri Cola Moro, Piero Corso, Girolamo Granchio e Alfonso da Siena. Due giorni dopo lo scontro fu inviato dall'Alviano ad assaltare il rivellino occidentale del castello di Pieve di Cadore in compagnia dei condottieri citati (eccetto il Corso). Fu tra i primi a salire sopra le mura con una scala malgrado il presidio tedesco si difendesse lanciando sassi e sparando con gli archibugi. Contribuì ad abbassare il ponte levatoio del rivellino e a far entrare il generale insieme ad altri dieci cavalieri e alla bandiera di Piero Corso e poco dopo le truppe veneziane riuscirono ad impossessarsi anche di quello orientale. L'assalto si concluse con la cattura del castello che venne affidato a Giovanni Foscarini. Nei giorni successivi partecipò alla cattura di Fiume.
In aprile fu inviato dall'Alviano in Abruzzo per reclutare 2.000 fanti insieme a Piero Corso, Cola Moro e Girolamo Granchio.
All'inizio di maggio rientrò in Friuli, partecipò forse all'assedio di Trieste poi verso il 15 maggio si imbarcò con la compagnia di 900 fanti di Lattanzio da Bergamo sulle galee di Girolamo Contarini per una spedizione in Istria. Sbarcato a Cittanova, marciò nell'entroterra al comando di 250 fanti e partecipò all'assalto e al saccheggio del borgo e del castello di Terviso che fu poi dato alle fiamme e distrutto. Il 19 maggio i veneziani assediarono il castello di Pisino che dopo aver subito il tiro dell'artiglieria per alcune ore decise di venire a patti con il Turchetto, il Granchio e Lattanzio da Bergamo. La guarnigione e i popolani furono risparmiati ma il borgo e il castello subirono il saccheggio.
Nel gennaio del 1509 reclutò 1.200 cernide a Udine. In aprile fu inquadrato nella quarta colonna dell'esercito veneziano e insieme ad esso stazionò a Pontevico, al comando di una condotta di 620 fanti.
Il 14 maggio prese parte alla battaglia di Agnadello dove i veneziani subirono una tremenda sconfitta ed egli rimase ucciso.